# ۱۳۱۵ (میلادی)
۱۳۱۵ (میلادی) هزار و سیصد  و پانزدهمین سال تقویم میلادی است.

## درگذشتگان
- ۲۹ ژوئن – رامون لیول، الهی‌دان، نویسنده، و فیلسوف اسپانیایی (ز. ۱۲۳۵)